# Arirang TV
Arirang TV è un canale televisivo satellitare sudcoreano che trasmette in lingua inglese. La sua programmazione è generalista, con cartoni animati, serie televisive, documentari, talk-show e altro. 
L'emittente è ricevibile dall'Italia attraverso il satellite Hotbird.
Il nome Arirang deriva dal titolo di una canzone tradizionale coreana.
Arirang TV ha iniziato a trasmettere nel febbraio 1997.

## La programmazione
Arirang TV si suddivide in Arirang World, Arirang Korea e Arirang Arab. 
Lo scopo di questo canale è quello di illustrare la storia, la cultura e le curiosità della Corea. 
I programmi che vi si possono trovare spaziano infatti da documentari sulla storia o sulla cultura coreana (Documentary World), a talk-show con personaggi appartenenti a qualsiasi campo (Heart to Heart). I conduttori delle trasmissioni parlano in inglese; in alcune serie televisive gli attori parlano in coreano, ma la visione è sempre corredata da sottotitoli in inglese. Arirang TV intrattiene il pubblico anche con programmi sulle curiosità e la cultura pop della Corea odierna (Showbiz Extra o Pops in Seoul) e trasmette anche un canale per dare agli spettatori alcune nozioni di lingua coreana (Let's speak Korean!).